# Paparazzi (singel)
Paparazzi – piąty singel amerykańskiej piosenkarki Lady Gagi pochodzący z jej debiutanckiego albumu The Fame.
Wyprodukowany przez Roba Fusari, na singlu wydany został 6 lipca 2009 roku w Wielkiej Brytanii, natomiast w Australii 20 lipca.

## Informacje o singlu
„Paparazzi” to piąty singel wydany przez Lady Gagę w Wielkiej Brytanii i Irlandii oraz piąty w Australii. Na potrzeby promocji Lady Gaga wykonała piosenkę m.in. podczas trasy koncertowej The Fame Ball Tour, The Album Chart Show oraz AOL Sessions. 1 maja 2009 w radiu Capital Radio 95.8 FM usłyszeć można było akustyczną wersję piosenki. Lady Gaga przyznała, iż „Paparazzi” to jedna z jej ulubionych piosenek z albumu.

## Teledysk
Reżyserem teledysku został Jonas Akerlund, znany ze współpracy z Madonną, Maroon 5, Rolling Stone czy Jamesem Bluntem.
Teledysk, w odróżnieniu od piosenki, trwa siedem minut i pięćdziesiąt dwie sekundy. Rozpoczyna się ujęciem, w którym Lady Gaga i jej ukochany (grany przez Alexandra Skarsgårda) całują się. Następnie przechodzą na balkon, podczas gdy tytułowy paparazzi obserwuje ich i robi zdjęcia. Kiedy Gaga to zauważa, stara się wyrwać z ramion mężczyzny i wypada z balkonu. Następne ujęcie pokazuje Gagę na wózku inwalidzkim, a obok niej tancerzy. Potem piosenkarka siedzi na kanapie i śpiewa, tańczy z tancerkami. Pod koniec teledysku zabija swego ukochanego. Ostatnia scena przedstawia Lady Gagę skutą w kajdanki i paparazzich fotografujących ją.
Premiera wideoklipu miała miejsce 4 czerwca 2009 roku na kanale Channel 4.
Opinia na temat teledysku samej wokalistki: „To bardzo mocne i szczere przesłanie o sławie i o tym, co robi ona z młodymi ludźmi. Film ukazuje, co mogą zrobić ludzie by być sławnymi. Najczęściej są to pornografia i morderstwo. To najważniejsze tematy teledysku”.

## Lista utworów
- Australian CD Single

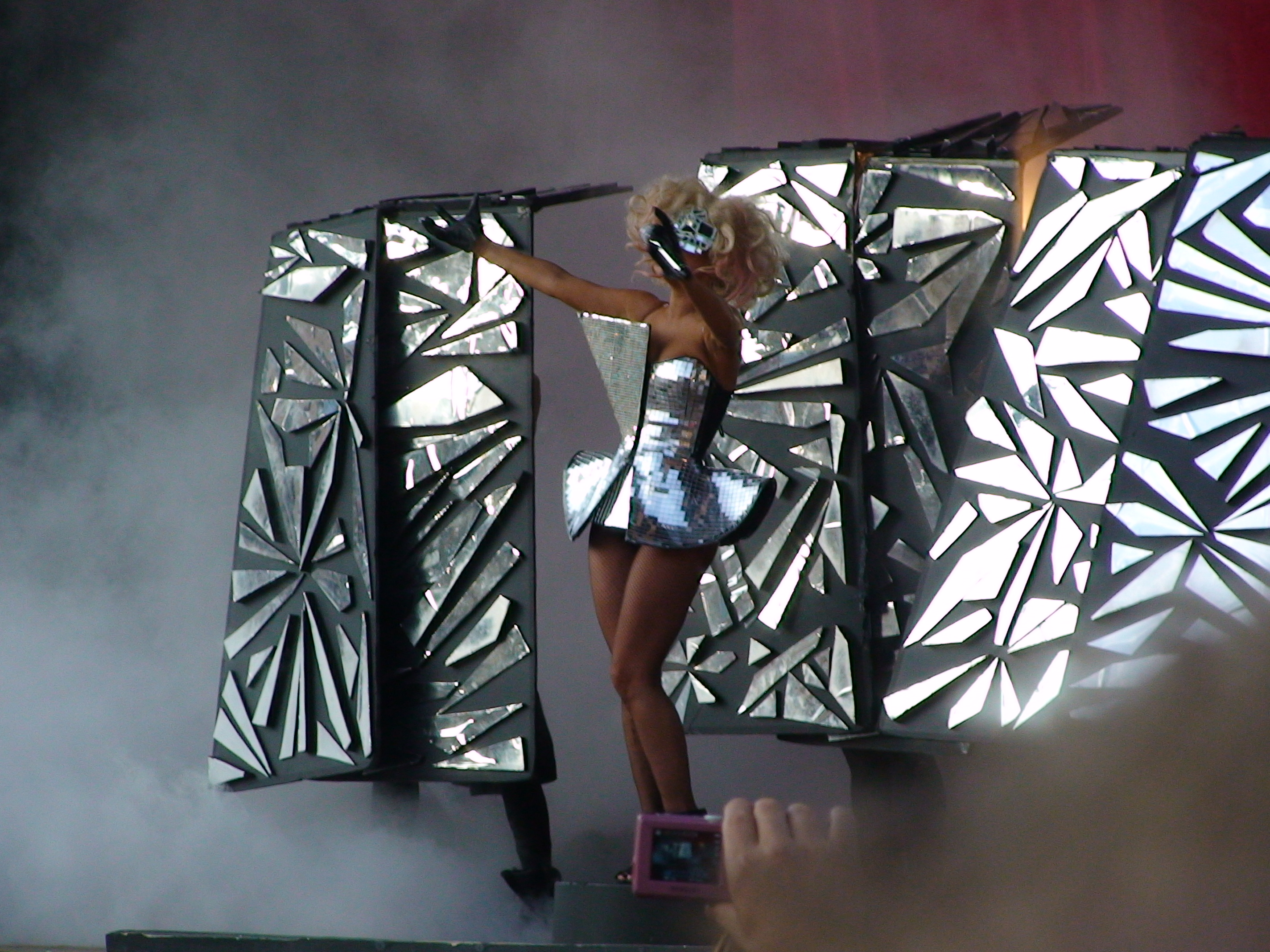
Lady Gaga wykonuje utwór „Paparazzi” podczas koncertu w Sztokholmie – sierpień 2009 r.

1. „Paparazzi” (Album version) – 3:29
2. „Paparazzi” (Filthty Dukes Remix)

- UK CD Single

1. „Paparazzi” (Yves Larock Club Edit) – 7:14
2. „Paparazzi” (Radio Mix) – 3:27

- Canadian iTunes Remix EP

1. „Paparazzi” (Stuart Price Remix) – 3:19
2. „Paparazzi” (Moto Blanco Remix) [Radio Version] – 4:05
3. „Paparazzi” (Filthy Dukes Remix) – 5:21
4. „Paparazzi” (James Camareta Remix Version) – 4:27

## Pozycje na listach
„Paparazzi” zadebiutowało na australijskiej liście Australian Singles Chart 1 czerwca 2009 r. na miejscu siedemdziesiątym trzecim. W następnym tygodniu piosenka uzyskała awans na miejsce dwudzieste siódme, natomiast dwa tygodnie później na pozycję trzecią, stając się tym samym już czwartym singlem artystki, który znalazł się w czołowej piątce.
20 czerwca „Paparazzi” zadebiutowało na kanadyjskiej liście Canadian Hot 100 na pozycji dziewięćdziesiątej drugiej, a w następnym tygodniu przeskoczyło na lokatę trzydziestą siódmą. Utwór szybko wspiął się do pierwszej dziesiątki notowania.
W lutym 2009 roku singel zadebiutował w Anglii (UK Singles Chart) na miejscu dziewięćdziesiątym dziewiątym. Najwyższe miejsce na tamtejszej liście to czwarta pozycja.
| Lista (2009)                              | Miejsce |
| ----------------------------------------- | ------- |
| Australia – Australian Singles Chart      | 2       |
| Kanada – Canadian Hot 100                 | 7       |
| Europa – Eurochart Hot 100 Singles        | 12      |
| Europa – Eurotop 200                      | 6       |
| Holandia – Holandia Singles Chart         | 4       |
| Irlandia – Irish Singles Chart            | 5       |
| Niemcy – Niemcy Singles Chart             | 1       |
| Nowa Zelandia – New Zealand Singles Chart | 13      |
| Polska – Polish Singles Chart             | 7       |
| Polska – Polish Airplay Chart             | 1       |
| Wielka Brytania – UK Singles Chart        | 4       |
| USA – Billboard Hot 100                   | 6       |

## Historia wydania
| Region          | Data          | Format                      |
| --------------- | ------------- | --------------------------- |
| Wielka Brytania | 6 lipca 2009  | digital download            |
| Wielka Brytania | 6 lipca 2009  | singel CD                   |
| Irlandia        | 6 lipca 2009  | singel CD, digital download |
| Australia       | 13 lipca 2009 |                             |